# الوكالة المغربية للتعاون الدولي
الوكالة المغربية للتعاون الدولي هي مؤسسة حكومية مغربية تُعنى بتنمية وتنشيط العلاقات الثقافية والتقنية والعلمية والاقتصادية بين المملكة المغربية والدول الصديقة لها.
```
* في 17 يناير 2024، أوضحت وزارة الشؤون الخارجية والتعاون الإفريقي والمغاربة المقيمين بالخارج،  عبر بلاغ لها ،أنه سيستفيد مئة ( 100) طالب إضافي  من المنحة الطلابية التي تخصصها الوكالة المغربية للتعاون الدولي.  و تعنى هذه المنح   الطلبة  الفلسطينيون المنحدرون من قطاع غزة، المسجلون في الجامعات والمعاهد العليا بمختلف مناطق المملكة المغربية.
[
2
]
```